# Taça Brasil

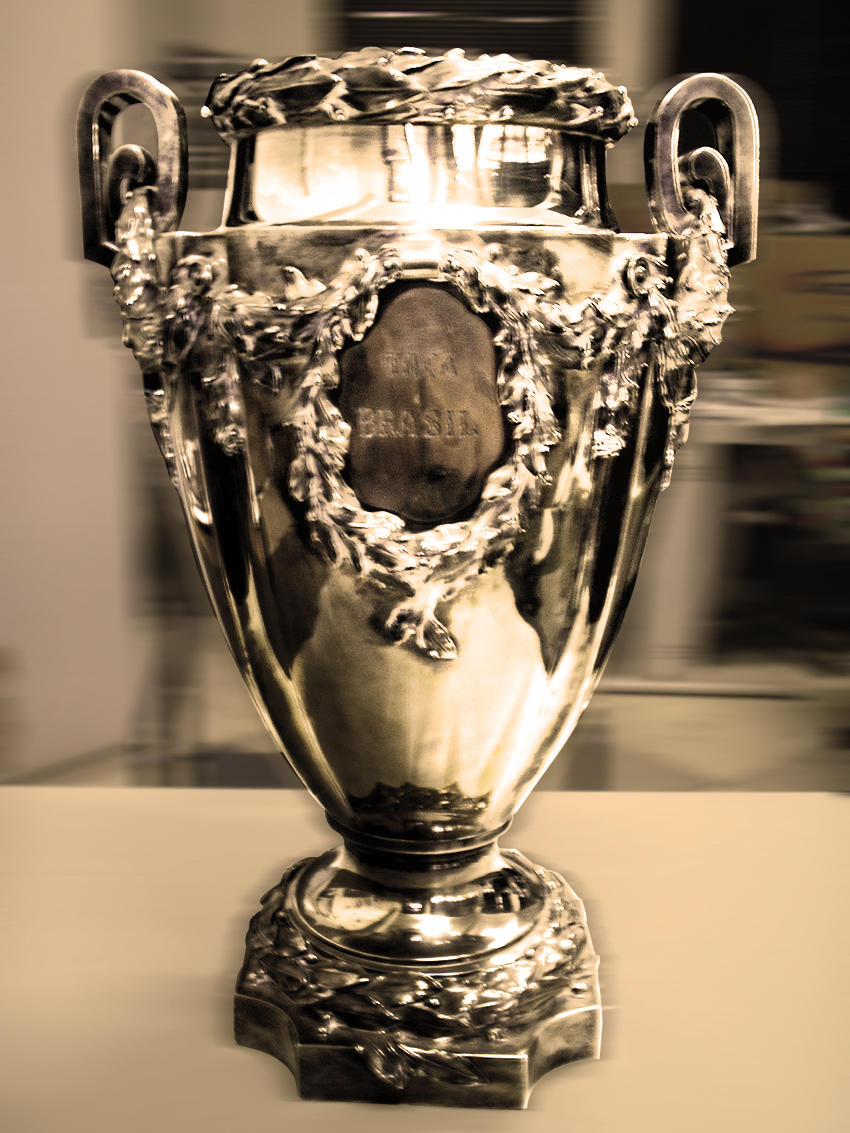
Trophäe des Taça Brasil 1966

Die Taça Brasil (Brasilien-Pokal) wurde von 1959 bis 1968 abgehalten und war der erste nationale Fußball-Wettbewerb in Brasilien. Die Taça wurde 1959 vom Brasilianischen Sportverband, der Confederação Brasileira de Desportos (CBD), die später zum Brasilianischen Fußballverband Confederação Brasileira de Futebol (CBF) mutierte, eingeführt, um allen Vereinen Brasiliens die gleiche Chance zu geben, am neugeschaffenen Südamerikapokal der Vereinsmannschaften, der Copa Libertadores, die 1960 ihren Spielbetrieb aufnahm, teilzunehmen. 1989 wurde mit der parallel zur nationalen Meisterschaft abgehaltenen Copa do Brasil erneut ein nationaler Pokalwettbewerb ins Leben gerufen.
Bis 1964 qualifizierte sich lediglich der Gewinner für die Libertadores. Nach deren Erweiterung durften von 1965 und 1966 auch die unterlegenen Finalisten teilnehmen. 1968 qualifizierte sich wieder nur noch der Sieger, da ab diesem Zeitpunkt auch dem Sieger des Torneio Rio-São Paulo Nachfolgewettbewerbes Torneio Roberto Gomes Pedrosa – auch als Taça de Prata, Silberpokal bekannt – der immer schon inoffiziell als Vorgänger der 1971 eingeführten Landesmeisterschaft, dem Campeonato Brasileiro de Futebol galt, ein Platz zugewiesen wurde.
Die Sieger der Taça Brasil wurden zeitgenössisch als Campeões, als Meister von Brasilien, angesehen. Die CBF verweigerte aber bis 2010 den Vereinen, wie auch den Gewinnern de Taça de Prata, die offizielle Anerkennung als Brasilianische Meister.
Die Sieger der Taça Brasil wie auch des Torneio Roberto Gomes Pedrosa, haben sich seither bemüht, vom Verband fußballhistorisch mit den Meistern von Brasilien ab 1971 gleichgestellt zu werden. Diese Vereine verwiesen gerne darauf, dass sie schließlich als Meister für die Copa Libertadores gemeldet und zeitgenössisch auch oft allgemein als Meister von Brasilien bezeichnet wurden. Am 21. Dezember 2010 erfolgte schließlich in einer festlichen Zeremonie im Itanhangá Golf Club im Westen von Rio de Janeiro die langersehnte Unificação dos Títulos brasileiros, die offizielle Anerkennung durch die CBF als Meister. Verbandspräsident Ricardo Teixeira überreichte den Vertretern der Vereine, welche die Taça Brasil und die Taça de Prata gewonnen haben, offizielle Diplome, Meisterschaftsschärpen und Miniaturausgaben der aktuellen Meisterschaftstrophäe mit eingravierten Vereinsnamen und Jahr des Titelgewinnes. Den Vereinen wurden jeweils 20 Medaillen zu Weiterleitung an die beteiligten Spieler übergeben; Pelé wurden seine sechs Meisterschaftsmedaillen bereits innerhalb der Zeremonie ausgehändigt. Seit diesem Tag sind Listen der Meister von Brasilien ohne die Gewinner von Taça Brasil und Taça de Prata auch offiziell unvollständig.

## Modus
Ursprünglich hielten die Sieger der Staatsmeisterschaften regionale sozusagen Pokalwettbewerbe mit Hin- und Rückspielen aus, aus deren Sieger sich wiederum für die nationalen Viertel- und/oder Halbfinales qualifizierten. Für diese waren wiederum aufgrund deren angenommener Spielstärke die Staatsmeister von Rio de Janeiro und São Paulo in der Regel automatisch qualifiziert.

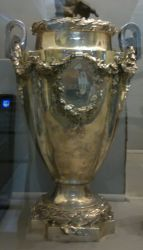
Trophäe von 1968

1967 und 1968 wurden die Halbfinalteilnehmer aus den geringeren Staaten in Gruppenspielen mit Hin- und Rückspielen ermittelt.
Auch das nationale Finale fand mit Hin- und Rückspielen statt. Dabei wurde der Tordifferenz keine Bedeutung zugemessen und wenn nötig ein Entscheidungsspiel abgehalten. Endeten diese aber unentschieden, dann wurde die Tordifferenz berücksichtigt.

## Statistiken

### Statistiken
| Sieger: \| 5 ×: \| FC Santos \| \| 2 ×: \| SE Palmeiras \| \| 1 ×: \| EC Bahia, Botafogo FR, Cruzeiro EC \| | 0                                  | Vereine aus ... - 7 × São Paulo - 1 × Minas Gerais - 1 × Rio de Janeiro - 1 × Bahia |
| 5 ×: | FC Santos                          |                                                                                     |
| 2 ×: | SE Palmeiras                       |                                                                                     |
| 1 ×: | EC Bahia, Botafogo FR, Cruzeiro EC |                                                                                     |

### Finales und Torschützenkönige
| Jahr | Jahr         | Finalspiele | Finalspiele        | Finalspiele   | Finalspiele         | Finalspiele        | Halbfinalisten                                       | Halbfinalisten | Halbfinalisten | Halbfinalisten | Torschützenkönige             |
| 1959 |              | EC Bahia    | –                  | FC Santos     | 3:2, 0:2, 3:1       |                    | CR Vasco da Gama                                     |                | Grêmio FBPA    |                | 08 Tore – Léo Briglia (Bahia) |
| 1960 | SE Palmeiras | –           | Fortaleza EC       | 3:1, 8:2      | Fluminense FC       | Santa Cruz FC      | 07 Tore – Bececê (Fortaleza)                         |                |                |                |                               |
| 1961 | FC Santos    | –           | EC Bahia           | 1:1, 5:1      | America FC (RJ)     | Náutico Capibaribe | 09 Tore – Pelé (Santos)                              |                |                |                |                               |
| 1962 | FC Santos    | –           | Botafogo FR        | 4:3, 1:3, 5:0 | Sport Recife        | SC Internacional   | 07 Tore – Coutinho (Santos)                          |                |                |                |                               |
| 1963 | FC Santos    | –           | EC Bahia           | 6:0, 2:0      | Grêmio FBPA         | Botafogo FR        | 09 Tore – Ruiter (Confiança)                         |                |                |                |                               |
| 1964 | FC Santos    | –           | CR Flamengo        | 4:1, 0:0      | SE Palmeiras        | Ceará SC           | 07 Tore – Pelé (Santos)                              |                |                |                |                               |
| 1965 | FC Santos    | –           | CR Vasco da Gama   | 5:1, 1:0      | SE Palmeiras        | Náutico Capibaribe | 09 Tore – Bitá (Náutico)                             |                |                |                |                               |
| 1966 | Cruzeiro EC  | –           | FC Santos          | 6:2, 3:2      | Fluminense FC       | Náutico Capibaribe | 10 Tore – Bitá (Náutico), Toninho Guerreiro (Santos) |                |                |                |                               |
| 1967 | SE Palmeiras | –           | Náutico Capibaribe | 3:1, 1:2, 2:0 | Grêmio Porto Alegre | Cruzeiro EC        | 06 Tore – Chiclete (FC Treze)                        |                |                |                |                               |
| 1968 | Botafogo FR  | –           | Fortaleza EC       | 2:2, 4:0      | Cruzeiro EC         | Náutico Capibaribe | 07 Tore – Fernando Ferretti (Botafogo)               |                |                |                |                               |

Entscheidungsspiele:
- 1959: Maracanã, Rio de Janeiro, im März 1960 ausgetragen
- 1962: Maracanã, Rio de Janeiro, im April 1963 ausgetragen
- 1967: Maracanã, Rio de Janeiro, im Dezember 1967 ausgetragen

Anmerkungen:
- Im Entscheidungsspiel von 1959 gab es vier Feldverweise innerhalb der letzten 20 Minuten (4 × Santos – u. a. Coutinho – 1 × Bahia)
- Pelé wurde im Finalrückspiel von 1965 zwischen Vasco da Gama und Santos des Feldes verwiesen